# JAL Express
JAL Express (JEX) (яп. 株式会社ジャル エクスプレス, Кабусікі-гайся Дзяру Екусупуресу)(яп. 株式会社ジャル エクスプレス Кабусікі-гайся Дзяру Екусупуресу) — японська авіакомпанія зі штаб-квартирою в місті токійському міжнародному аеропорту Ханеда, що працює у сфері регулярних та чартерних пасажирських перевезень на 24 маршрутах по аеропортах Японії від імені флагманської авіакомпанії Japan Airlines. Компанія експлуатує повітряний флот з 42 літаків Boeing 737.

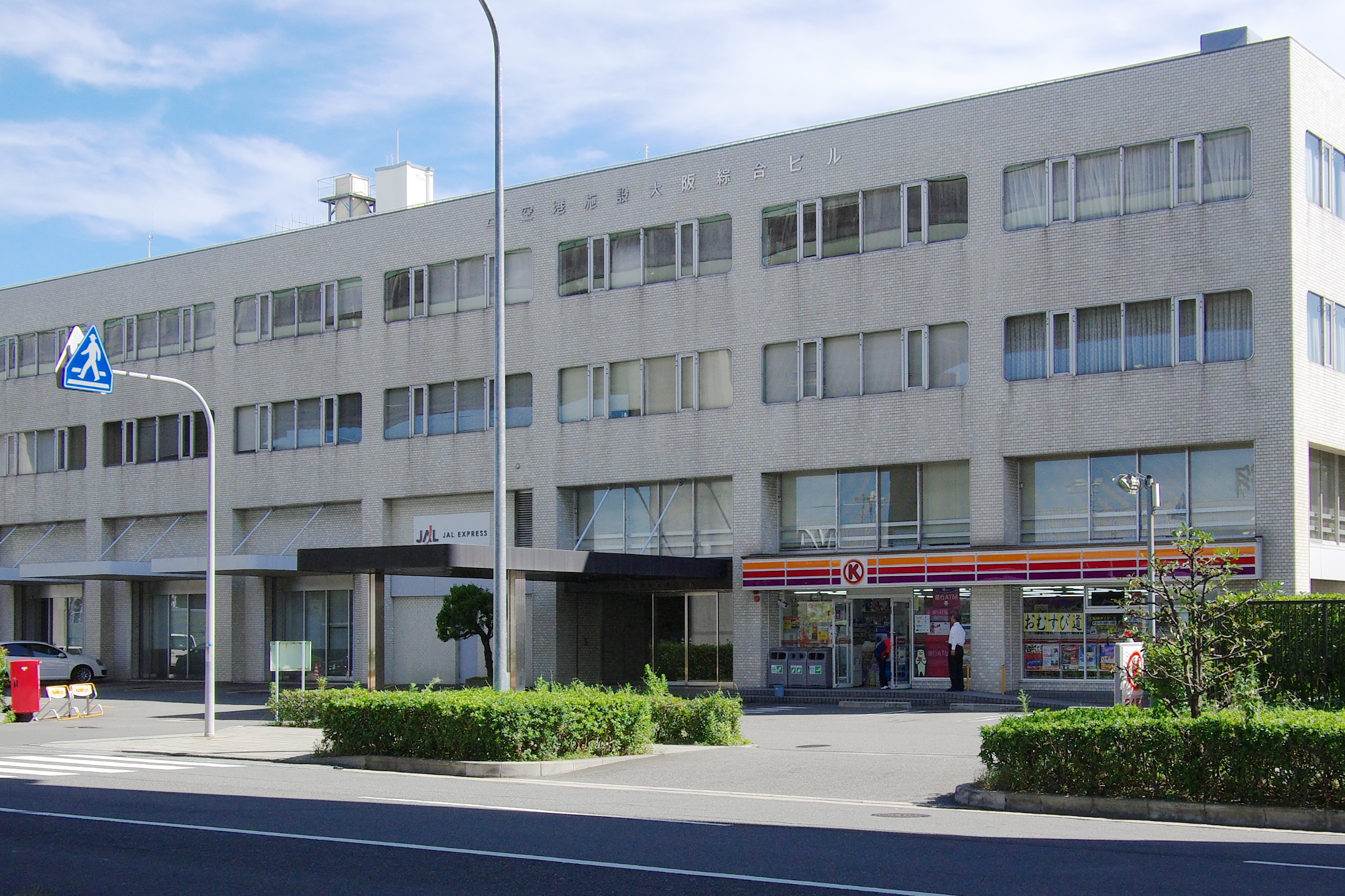
Колишня штаб-квартира авіакомпанії JAL Express в місті Ікеда (префектура Осака)

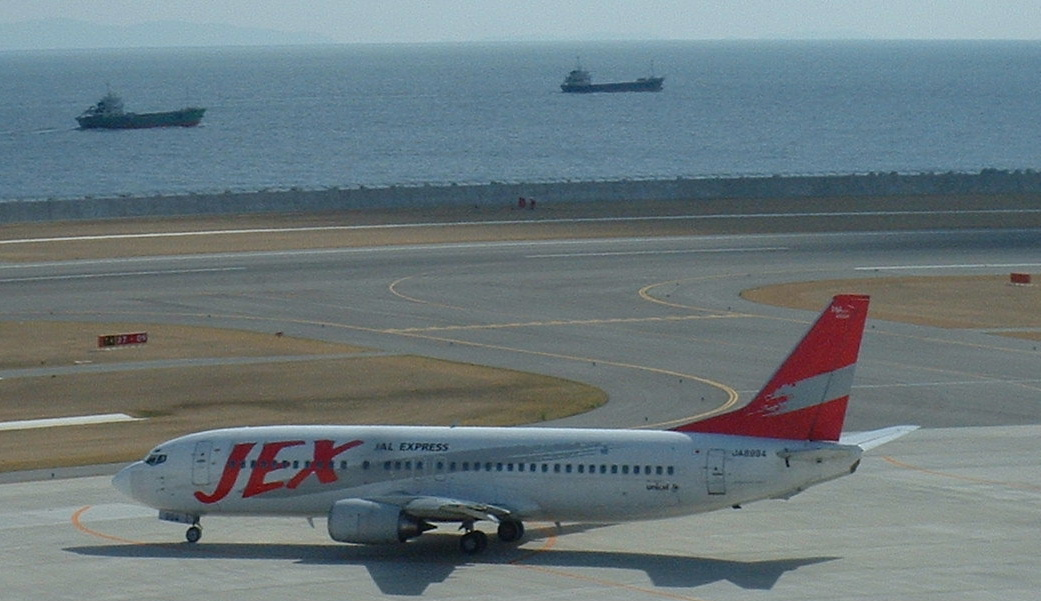
Boeing 737-400 авіакомпанії JAL Express в колишньому розфарбуванні в аеропорту Кобе

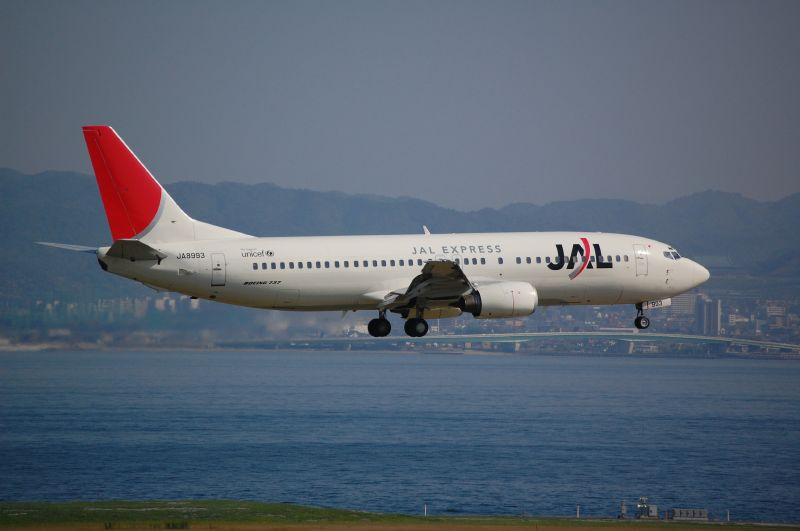
Boeing 737-400 авіакомпанії JAL Express в лівреї «Arc of the Sun»

Портом приписки перевізника і його головним транзитним вузлом (хабом) є міжнародний аеропорт Ханеда в Токіо.
JAL Express є дочірнім підприємствам флагманської авіакомпанії Японії Japan Airlines (JAL) і афільованим членом глобального авіаційного альянсу пасажирських перевезень Oneworld.
За підсумками фінансового року, що завершився 31 березня 1999 року, JAL Express спільно з іншими авіакомпаніями групи JAL Group перевезла 32 мільйони пасажирів та понад 1,1 мільйонів тонн вантажів і пошти.

## Історія
JAL Express (JEX) була заснована 1 квітня 1997 року як дочірня структура флагманської авіакомпанії Japan Airlines (JAL). Стартовий капітал компанії становив 5,8 мільйонів ієн, її діяльність спочатку орієнтувалася на обслуговування регулярних пасажирських маршрутів всередині країни, повітряний флот при цьому складали літаки, взяті у JAL в мокрий лізинг (оренда лайнерів разом з екіпажами). Разом з тим, передбачалося, що компанія може вийти на ринок міжнародних близькомагістральних перевезень. 1 липня 1998 року JAL Express відкрила свої перші маршрути з Осаки в Міядзакі і Кагосиму на двох літаках Boeing 737-400, з бригадами іноземних пілотів і бригадами кабінних екіпажів, що працювали за короткостроковими контрактами з JAL. Бортпровідники JAL Express носили корпоративне назва «Sky Cast», в їх завдання, крім основних, входила обов'язок збирання 150-місцевих пасажирських салонів під час стоянок літаків між рейсами.
У червні 2000 року JAL Express перевезла свого мільйонного пасажира. 14 листопада 2002 року Japan Airlines оголосила про введення нового дизайну «The Arc of the Sun» для всіх літаків холдингу JAL Group. У квітні 2005 року авіакомпанія отримала свій перший McDonnell Douglas MD-81, пасажирський салон якого був 163-місним компонуванням економкласу. 1 квітня 2007 року JAL Express разом з чотирма іншими дочірніми перевізниками авіакомпанії Japan Airlines стала афілійованим членом глобального авіаційного альянсу пасажирських перевезень Oneworld. У той же день JEX відзначила свій десятирічний ювілей.
У січні 2008 року авіакомпанія отримала свій перший Boeing 737-800 в рамках програми оновлення повітряного флоту JAL Group. У травні наступного року були відкриті міжнародні маршрути в Ханчжоу і Шанхай з Осаки, а також у Ханчжоу з токійського міжнародного аеропорту Наріта, згодом припинені.
9 липня 2010 року першою жінкою — командиром повітряного судна JAL Express стала Арі Фудзі.
З 27 березня 2011 року всі рейси авіакомпанії виконуються в єдиній системі нумерації Japan Airlines.

## Маршрутна мережа
У січні 2013 року маршрутна мережа регулярних перевезень авіакомпанії JAL Express охоплювала наступні пункти призначення:
- Японія
  - Осіма — аеропорт Амамі
  - Ханамакі — аеропорт Ханамакі
  - Каґосіма — Аеропорт Каґошіма
  - Кумамото — Аеропорт Кумамото
  - Міядзакі — аеропорт Міядзакі
  - Наґоя — Міжнародний аеропорт Чюбу
  - міжнародний аеропорт Осака
  - Сендай — аеропорт Сендай

### Маршрути по лізингу

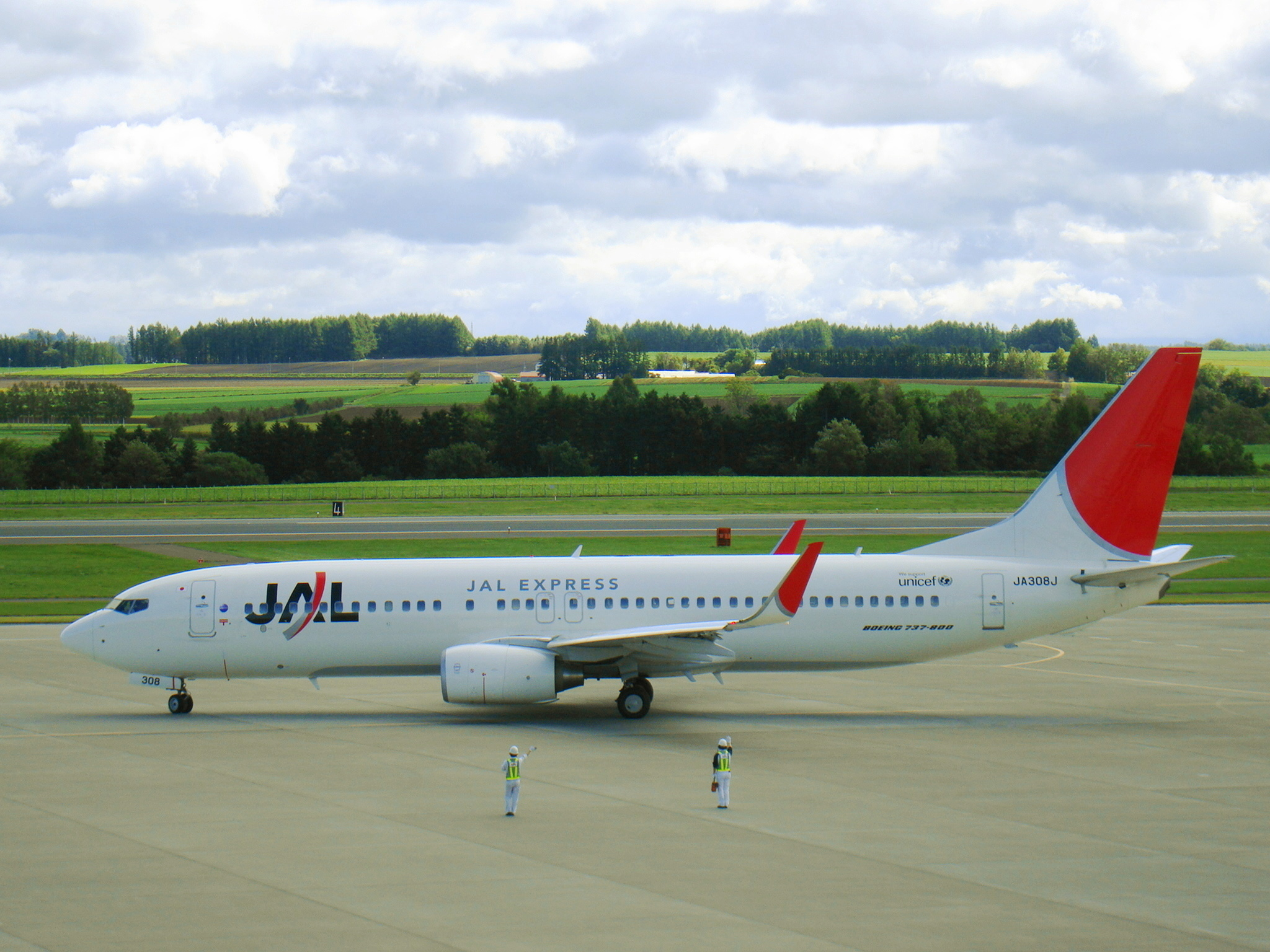
Boeing 737-800 авіакомпанії JAL Express в аеропорту Меманбецу

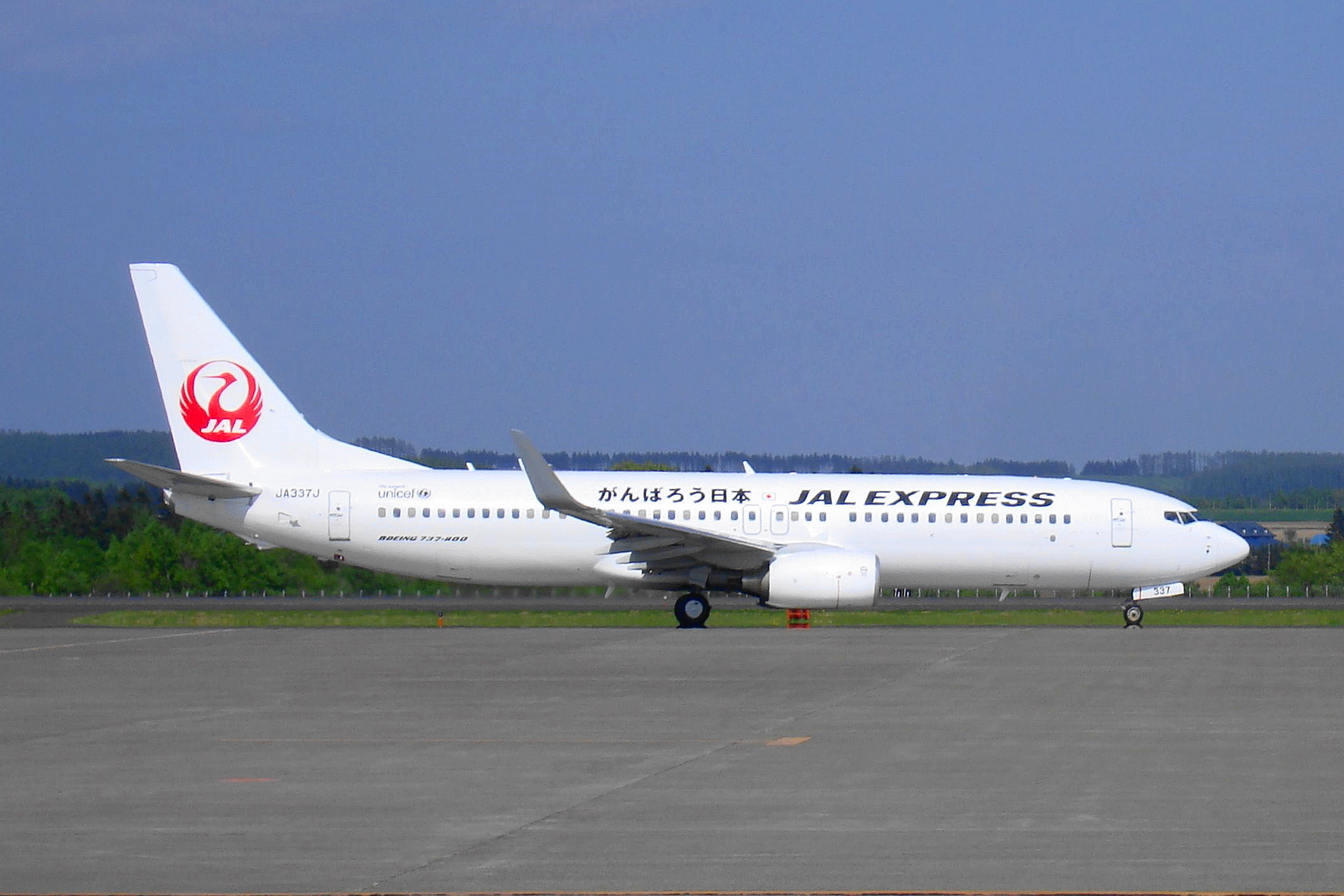
Boeing 737-800 авіакомпанії JAL Express в лівреї «цурумару»

Крім власних регулярних рейсів, JAL Express обслуговує регіональні маршрути Japan Airlines за угодою мокрого лізингу:
- Японія
  - Акіта — аеропорт Акіта
  - Осіма — аеропорт Амамі
  - Фукуока — аеропорт Фукуока
  - Хіросіма — аеропорт Хіросіма
  - Ханамакі — аеропорт Ханамакі
  - Ідзумо — аеропорт Ідзумо
  - Каґосіма — Аеропорт Каґошіма
  - Кітакюсю — Аеропорт Кіта-Кюсю
  - Кобе — аеропорт Кобе
  - Коті — аеропорт Коті
  - Кумамото — Аеропорт Кумамото
  - Мацуяма — аеропорт Мацуяма
  - Одзора — аеропорт Меманбецу
  - Міядзакі — аеропорт Міядзакі
  - Наґоя — Міжнародний аеропорт Чюбу
  - Ніїгата — аеропорт Ніїгата
  - Окаяма — аеропорт Окаяма
  - Окінава — аеропорт Наха
  - Осака
    - міжнародний аеропорт Кансай
    - міжнародний аеропорт Осака

  - Токушіма — аеропорт Токусіма
  - Саппоро — Новий аеропорт Тітосе
  - Сендай — аеропорт Сендай
  - Токіо
    - міжнародний аеропорт Наріта
    - міжнародний аеропорт Ханеда

  - Пере — аеропорт Ямагуті Пере

## Флот

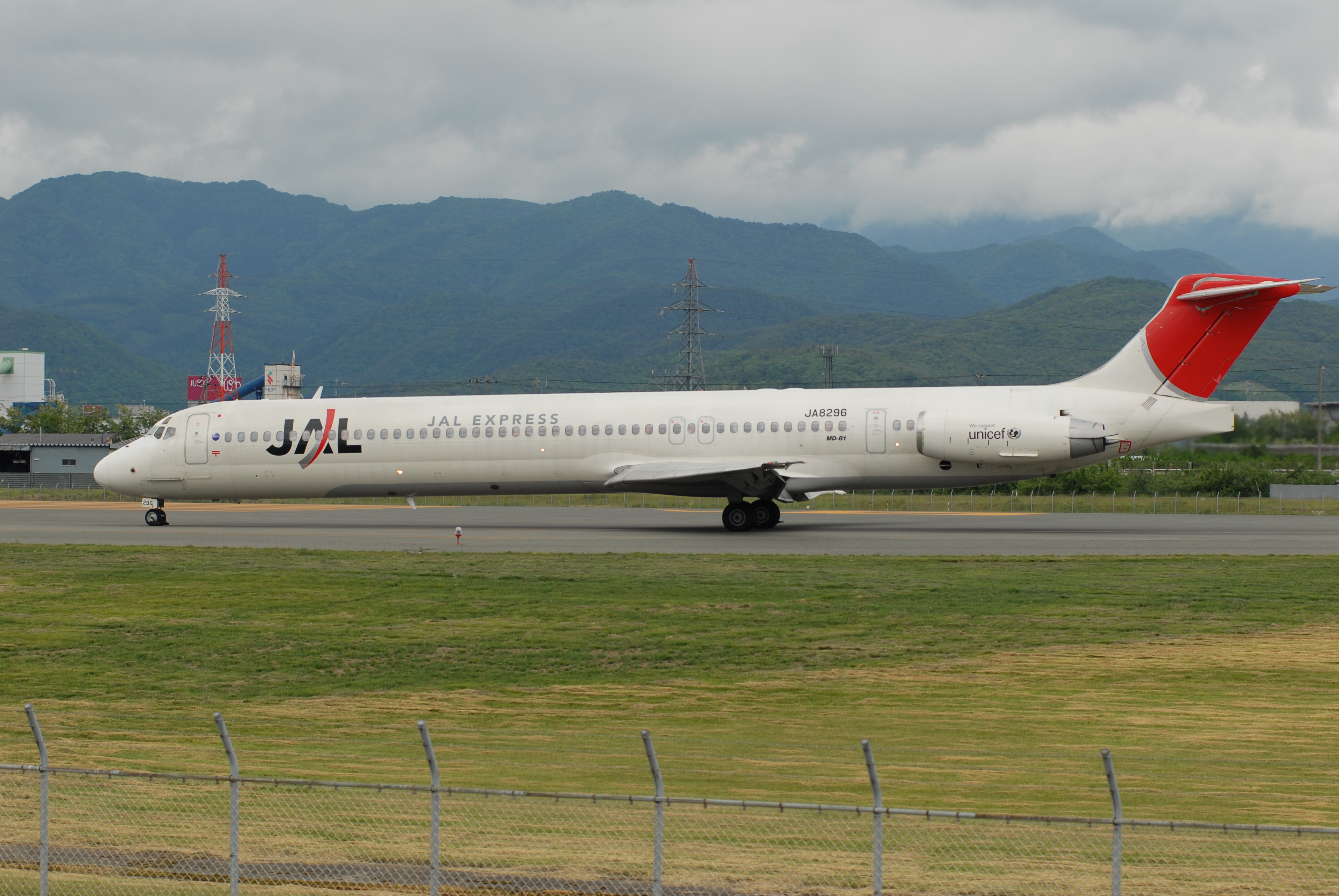
McDonnell Douglas MD-81, експлуатувався JAL Express з 2005 по 2010 роки

У вересні 2013 року повітряний флот авіакомпанії JAL Express становили 42 вузькофюзеляжних літаки Boeing 737-800, середній вік парку — 3,8 року.

## JAL Mileage Bank

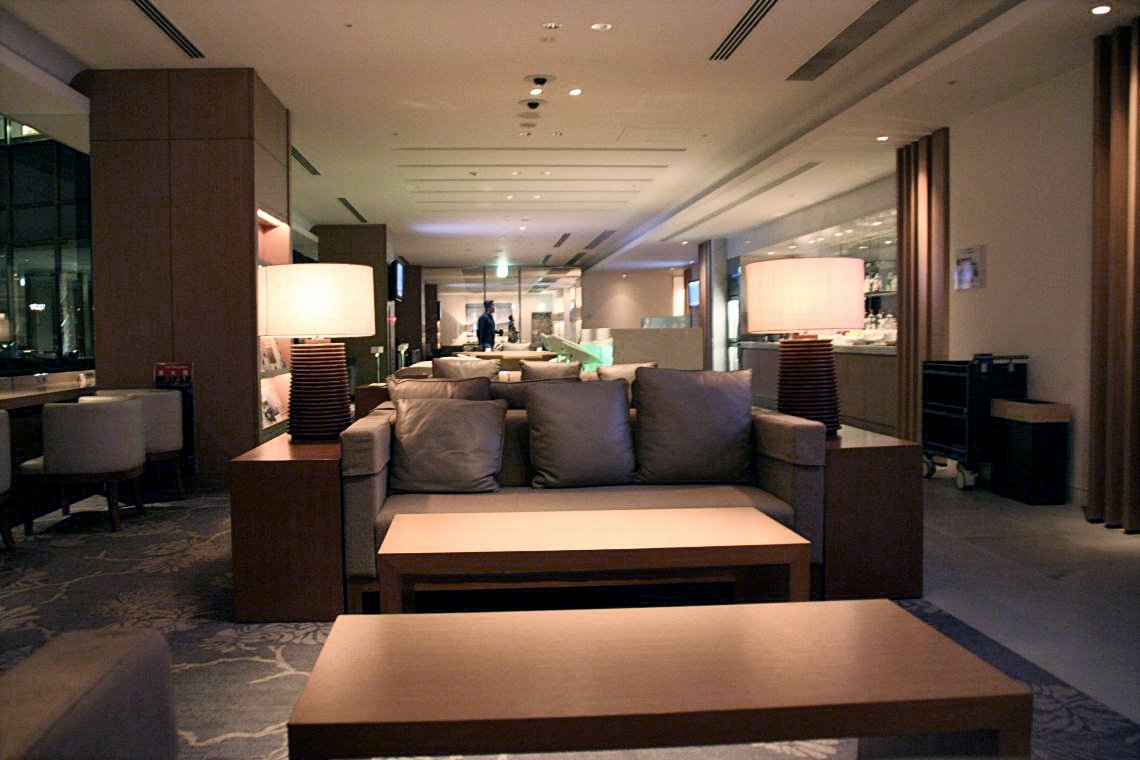
Зал підвищеної комфортності «Sakura» в Терміналі 2 міжнародного аеропорту Наріта

JAL Mileage Bank (JMB) — бонусна програма заохочення часто літаючих пасажирів холдингу «JAL Group», що поширюється на авіакомпанії Japan Airlines, JAL Express, Japan Transocean Air, Air Commuter, J-Air і Ryukyu Air Commuter. Умови програми поширюються на всіх партнерів JAL глобального авіаційного альянсу пасажирських перевезень Oneworld, а також на Air France, China Eastern Airlines і Emirates Airline. Більшість учасників бонусної програми є членами рівнів «JMB Fly On Program», елітні рівні програми надаються з присвоєнням членства в групі «JAL Global Club (JGC)».
Вступ в програму JAL Mileage Bank безкоштовно, милі дійсні по останній день місяця, наступного за періодом 36 місяців з дня вчинення польоту, або транзакції по картці в рамках спільних банківських програм. Членство в бонусній програмі може бути анульовано, якщо протягом 36 місяців не було накопичено ні однієї милі.

### JMB Fly On
Програма заохочення часто літаючих пасажирів «JMB Fly On» має чотири рівня участі — «Crystal» (початковий), «Sapphire», «JGC Premier» та «Diamond», які присвоюються у відповідності з кількістю здійснених польотів за один календарний рік. Класифікаційні бали заробляються на рейсах авіакомпаній холдингу JAL Group і альянсу Oneworld і використовуються для розрахунку рівня членства в бонусній програмі, включаючи зниження і підвищення рівнів в програмі JMB Fly On. Власники вищих рівнів бонусної програми мають максимальні привілеї, включаючи гарантоване місце в економічному класі на будь-який рейс авіакомпаній групи JAL, перевезення наднормативного багажу, пріоритет на листі очікування, позачергову реєстрацію на рейс та доступ до залів підвищеної комфортності компаній групи JAL і її партнерів. Календарний рік у бонусній програмі починається 1 квітня і закінчується 31 березня наступного року.

#### Crystal
«Crystal» («кришталь») — початковий рівень бонусної програми «JMB Fly On», який присвоюється при накопиченні 30 000 балів, або при здійсненні 30 польотів та накопиченні 10 000 балів протягом календарного року. Після двох місяців з дня кваліфікації на рівень власники даного рівня мають право на пріоритет на листі очікування, 50 % бонус на накопичені милі, доступ до залів підвищеної комфортності на внутрішніх рейсах (при цьому, за відвідування тих залів знімаються бонусні милі з поточного рахунку), позачергову реєстрацію на стійках бізнес-класу (Executive Class) на міжнародних напрямках, право реєстрації на спецстійках «JGC» і пріоритетне отримання багажу на внутрішніх авіалініях з квитками класу J і вище, додатково 10 кг багажу, пріоритетну реєстрацію і посадку на міжнародні рейси з квитками класу J і вище. Протягом одного календарного року власник рівня «Crystal» має право на 10 безкоштовних підвищень класу на рейсах групи JAL. Рівень «Crystal» повністю відповідає статусу «Ruby» в загальній бонусній програмі альянсу Oneworld, привілеї якого поширюються на усіх постійних та афілійованих членів альянсу.

#### Sapphire
Перехід на рівень «Sapphire» («сапфір») відбувається при накопиченні 50 тисяч балів, або при здійсненні 50 польотів та накопиченні 15 тисяч балів. Після двох місяців з дня кваліфікації на рівень власникам даного рівня нараховуються збільшені на 100 % бонусні милі. «Sapphire» надає право на доступ до залів підвищеної комфортності JAL і «Sakura» власнику рівня і його супутнику, який має квиток на рейс авіакомпаній групи JAL, право реєстрації на стійках Першого класу на міжнародних рейсах і на стійках «JGC» на внутрішніх рейсах авіакомпаній групи JAL, пріоритетне отримання багажу, можливість перевезення до 20 кг додаткового багажу. Членам рівня бонусної програми «Sapphire» пропонується вступити в програму «JAL Global Club» (див. нижче). Протягом одного календарного року власник рівня «Sapphire» має право на 20 безкоштовних підвищень класу на рейсах групи JAL. Рівень «Sapphire» повністю відповідає однойменним статусу в загальній бонусній програмі альянсу Oneworld, привілеї якого поширюються на усіх постійних та афілійованих членів альянсу.

#### JGC Premier

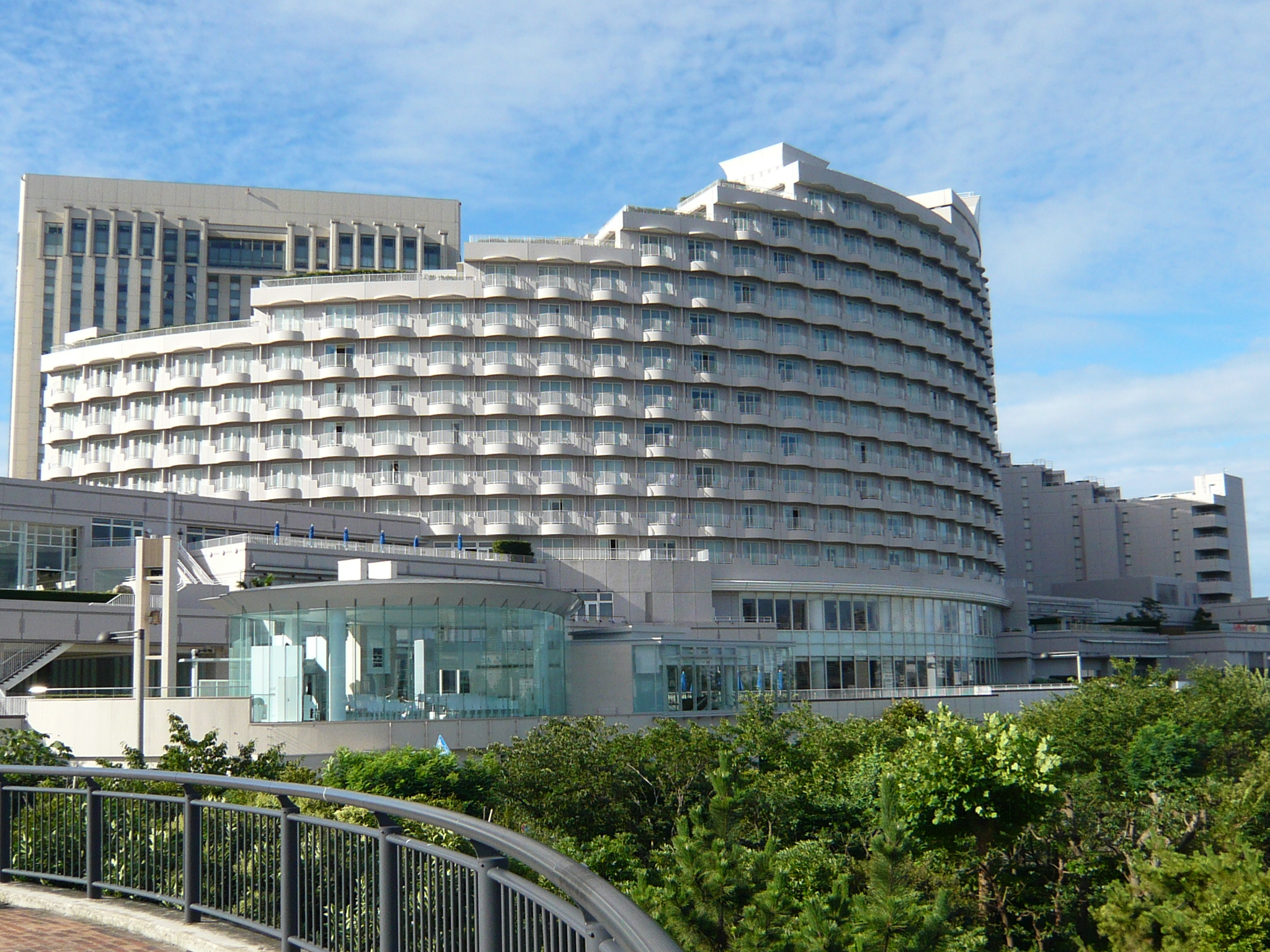
Готель Nikko Tokyo — партнер бонусної програми «JMB Fly On»

При накопиченні протягом календарного року 80 тисяч балів, або при здійсненні 80 польотів та накопиченні 25 тисяч балів, учасник програми переходить на рівень «JGC Premier». Після двох місяців з дня кваліфікації на рівень власникам даного рівня крім привілеїв попереднього рівня участі пропонується сервіс залів підвищеної комфортності Першого класу для самого власника і його супутника, має квиток на рейси авіакомпаній групи JAL, право пріоритетної реєстрації на стійках Першого класу на внутрішніх і міжнародних напрямках, право позачергової посадки на рейс. З квітня наступного року та протягом одного календарного року власник рівня «JGC Premier» має право на 30 безкоштовних підвищень класу на рейсах групи JAL, отримує три безкоштовних купона на відвідування «Sakura Lounge», купон на одну добу в готелях — партнерах JAL, п'ять купонів на відвідування клубів «Century 21 Club» і один купон на квітковий подарунковий набір. Рівень «JGC Premier» повністю відповідає статусу «Emerald» в загальній бонусній програмі альянсу Oneworld, привілеї якого поширюються на усіх постійних та афілійованих членів альянсу.

#### Diamond
Перехід на вищий рівень «Diamond» («Діамантові») бонусної програми «Fly On» здійснюється при накопиченні 100 тисяч балів, або при здійсненні 120 польотів та накопиченні 35 тисяч балів протягом одного календарного року. Після двох місяців з дня кваліфікації на рівень і протягом року, починаючи з квітня наступного місяця, власникам даного рівня крім привілеїв попереднього рівня участі пропонується можливість 40 безкоштовних підвищень класу на рейсах групи JAL, два купона на одну добу кожен в готелях — партнерах JAL і членська клубна карта «Century 21 Club». Рівень «Diamond» повністю відповідає статусу «Emerald» в загальній бонусній програмі альянсу Oneworld, привілеї якого поширюються на усіх постійних та афілійованих членів альянсу.

### JAL Global Club
Членам бонусної програми «JAL Global Club» пропонується ексклюзивне сервісне обслуговування з вищим рівнем меню та винної карти на рейсах авіакомпаній групи JAL, в залах підвищеної комфортності Першого класу JAL, авіакомпаній — партнерів JAL по авіаальянсу Oneworld та іншими партнерами. Членами «JGC» стають пасажири, що мають 50 тисяч балів протягом календарного року, або зробили протягом року 50 польотів на рейсах авіакомпаній групи JAL і мають мінімум 15 тисяч бонусних балів. Програма передбачає довічне членство.
Учасники «JGC» автоматично отримують рівень «Oneworld Sapphire» глобального альянсу Oneworld.